# Liste der Kulturdenkmäler in Staudt
In der Liste der Kulturdenkmäler in Staudt sind alle Kulturdenkmäler der rheinland-pfälzischen Ortsgemeinde Staudt aufgeführt. Grundlage ist die Denkmalliste des Landes Rheinland-Pfalz (Stand: 21. Dezember 2021).

## Einzeldenkmäler
| Bezeichnung | Lage              | Baujahr | Beschreibung | Bild                           |
| ----------- | ----------------- | ------- | --- | ------------------------------ |
| Alte Kirche | Bergstraße 3 Lage | 1865    | ehemalige katholische Kirche St. Bartholomäus; kleiner neugotischer Bau, 1865; 1922 und 1948 erweitert und verändert | weitere Bilder Fotos hochladen |